# Liste der Freizeitexpresse in Baden-Württemberg
In Baden-Württemberg gibt es insgesamt 20 Freizeitexpresse, die touristische Ziele miteinander verbinden. In der Regel verkehren die Freizeitexpresse im Zeitraum von Mai bis Oktober an Sonn- und Feiertagen. Eingesetzt werden unter anderem auch historische Fahrzeuge. Die meisten Freizeitexpresse bieten Platz zur Fahrradmitnahme.

## Tabelle
Im Folgenden werden alle Freizeitexpresse in Baden-Württemberg alphabetisch aufgeführt:
| Name               | Kursbuchstrecke (DB) | Fahrtverlauf | Betreiber                                                    | eingesetzte Fahrzeuge                                | Verkehrstage                                                                                          |
| ------------------ | -------------------- | --- | ------------------------------------------------------------ | ---------------------------------------------------- | --- |
| Albtäler Kraichgau | 710.3 und 710.1      | Menzingen/Odenheim – Karlsruhe – Ettlingen – Bad Herrenalb                                                       | Albtal-Verkehrs-Gesellschaft                                 | GT8-100C/2S und GT8-100D/2S-M                        | ganzjährig an allen Sonn- und Feiertagen                                                              |
| Biberbahn          | 732.1                | Stockach – Sauldorf – Meßkirch – Mengen                                                                          | DB Regio                                                     | Regio-Shuttle                                        | an allen Sonn- und Feiertagen von Mai bis Oktober                                                     |
| Bodensee           | 740                  | Stuttgart – Radolfzell – Konstanz                                                                                | DB Regio / SVG Schienenverkehrsgesellschaft                  | Talent 2, Mai bis Oktober auch modernisierte n-Wagen | ganzjährig an allen Samstagen, Sonn- und Feiertagen                                                   |
| Donautal           | 755                  | Ulm – Sigmaringen – Tuttlingen                                                                                   | DB Regio                                                     | Baureihe 612 oder 644                                | täglich                                                                                               |
| Enztäler           | 770 und 710.6        | Stuttgart – Pforzheim – Bad Wildbad                                                                              | DB Regio Stuttgart                                           | Talent 2                                             | an allen Sonn- und Feiertagen von Mai bis Oktober                                                     |
| Eyachtäler         | 767                  | Eyach – Hechingen                                                                                                | Südwestdeutsche Landesverkehrs-GmbH                          | LINT 54                                              | an allen Sonn- und Feiertagen von Mai bis Oktober                                                     |
| Kloster Flitzer    | -                    | Stuttgart Hauptbahnhof – Kornwestheim – Ludwigsburg – Bietigheim-Bissingen – Mühlacker – Maulbronn-Stadt/Kloster | Förderverein Schienenbus e.V.                                | VT 98                                                | an Sonn- und Feiertagen von Juli bis September                                                        |
| Kloster Maulbronn  | 772 und 774          | Tübingen – Pforzheim – Maulbronn                                                                                 | DB Regio                                                     | Regio-Shuttle, an einzelnen Tagen auch VT 98         | an allen Sonn- und Feiertagen von Mai bis Oktober                                                     |
| Krebsbachtäler     | 707                  | Neckarbischofsheim Nord – Hüffenhardt                                                                            | Förderverein Krebsbachtalbahn e.V.                           | VT 98                                                | an allen Sonn- und Feiertagen sowie jeden zweiten Mittwoch von Mai bis Oktober                        |
| Moorbahn           | 752                  | Aulendorf – Bad Wurzach                                                                                          | DB Regio                                                     | Regio-Shuttle                                        | an allen Sonn- und Feiertagen von Mai bis Oktober                                                     |
| Murgtäler          | 701 und 710.7-8      | Mannheim – Karlsruhe – Forbach – Baiersbronn – Freudenstadt                                                      | DB Regio                                                     | Coradia Continental                                  | ganzjährig an allen Sonn- und Feiertagen                                                              |
| Münstertäler       | 725                  | Freiburg – Bad Krozingen – Münstertal                                                                            | Südwestdeutsche Landesverkehrs-GmbH                          | Talent 3                                             | ganzjährig an allen Sonn- und Feiertagen                                                              |
| Obere Donau        | 743                  | Sigmaringen – Tuttlingen – Blumberg                                                                              | Südwestdeutsche Landesverkehrs-GmbH                          | Regio-Shuttle                                        | an allen Samstagen, Sonn- und Feiertagen von Mai bis Oktober                                          |
| Ostalb             | 758                  | Amstetten – Gerstetten                                                                                           | Schwäbische Alb-Bahn                                         | NE 81                                                | an allen Sonn- und Feiertagen von Mai bis Oktober, nicht an Verkehrstagen des historischen Dampfzuges |
| Räuberbahn         | 754                  | Aulendorf – Pfullendorf                                                                                          | DB Regio                                                     | Regio-Shuttle                                        | an allen Sonn- und Feiertagen von Mai bis Oktober                                                     |
| Schieferbahn       | 769                  | Balingen – Schömberg                                                                                             | Südwestdeutsche Landesverkehrs-GmbH                          | LINT 54                                              | an allen Sonn- und Feiertagen von Mai bis Oktober                                                     |
| Schwäbische Alb    | 759 und 768          | Ulm – Münsingen – Engstingen – Gammertingen – Sigmaringen                                                        | Schwäbische Alb-Bahn und Südwestdeutsche Landesverkehrs-GmbH | NE 81, MAN-Schienenbusse und LINT 54                 | an allen Sonn- und Feiertagen von Mai bis Oktober                                                     |
| Südbahn            | 750, 751 und 731     | Stuttgart – Ulm – Friedrichshafen – Radolfzell – Singen                                                          | SVG Schienenverkehrsgesellschaft                             | modernisierte n-Wagen                                | an allen Samstagen, Sonn- und Feiertagen von Mai bis Oktober                                          |
| Taubertäler        | 781 und 782          | Wertheim – Tauberbischofsheim – Lauda – Crailsheim                                                               | DB Regio                                                     | Baureihe 642                                         | an allen Samstagen, Sonn- und Feiertagen von Mai bis Oktober                                          |
| Wutachtäler        | 737                  | Waldshut – Tiengen – Weizen                                                                                      | DB Regio                                                     | Baureihe 641                                         | an allen Sonn- und Feiertagen von Mai bis Oktober                                                     |

1. ↑  Die exakten Zeiträume ändern sich jährlich und können auf der Internetpräsenz des Landes in den Weblinks eingesehen werden.